# Claire Breton
Claire Breton (* 23. Juni 1985) ist eine ehemalige französische Biathletin und heutige Biathlontrainerin. Sie betreut das französische IBU-Cup-Team.

## Karriere
Claire Breton gab ihr internationales Debüt 2004 in einem Junioren-Europacup-Rennen im heimischen Méribel. Weitere Einsätze folgten erst 2007 in der Haute-Maurienne, nun in der allgemeinen Klasse, wo sie in ihrem ersten Sprint wie auch im folgenden Verfolgungsrennen Neunte wurde und erste Punkte in der Rennserie sammelte. Den bisherigen Karrierehöhepunkt erreichte Breton im Sommer 2008, als sie an den Sommerbiathlon-Weltmeisterschaften 2008 in der Haute-Maurienne teilnahm und in den Rollerski-Wettbewerben 17. im Sprint und 19. des Verfolgungsrennen wurde. Weitere internationale Rennen folgten in der 2009/10 im Rahmen des IBU-Cups. In der Haute-Maurienne erreichte sie mit Rang 15 in einem Sprint ihr bislang bestes Resultat in der Rennserie. Die folgende Saison brachte für Breton nach dem Rücktritt mehrerer französischer Weltklasseläuferinnen die Chance sich für den Biathlon-Weltcup zu qualifizieren. In Östersund kam sie zu Beginn der Saison 2010/11 zu ihrem ersten Einsatz und wurde in einem Einzel 53. In Ruhpolding gewann sie im weiteren Verlauf der Saison als 18. eines Einzels erstmals Weltcuppunkte.

## Biathlon-Weltcup-Platzierungen
Die Tabelle zeigt alle Platzierungen (je nach Austragungsjahr einschließlich Olympische Spiele und Weltmeisterschaften).
- 1.–3. Platz: Anzahl der Podiumsplatzierungen
- Top 10: Anzahl der Platzierungen unter den ersten zehn (einschließlich Podium)
- Punkteränge: Anzahl der Platzierungen innerhalb der Punkteränge (einschließlich Podium und Top 10)
- Starts: Anzahl gelaufener Rennen in der jeweiligen Disziplin

| Platzierung | Einzel | Sprint | Verfolgung | Massenstart | Staffel | Gesamt |
| ----------- | ------ | ------ | ---------- | ----------- | ------- | ------ |
| 1. Platz    |        |        |            |             |         |        |
| 2. Platz    |        |        |            |             |         |        |
| 3. Platz    |        |        |            |             |         |        |
| Top 10      |        |        |            |             |         |        |
| Punkteränge | 1      | 1      |            |             |         | 2      |
| Starts      | 3      | 8      |            |             |         | 11     |